# Wojciech Florkiewicz

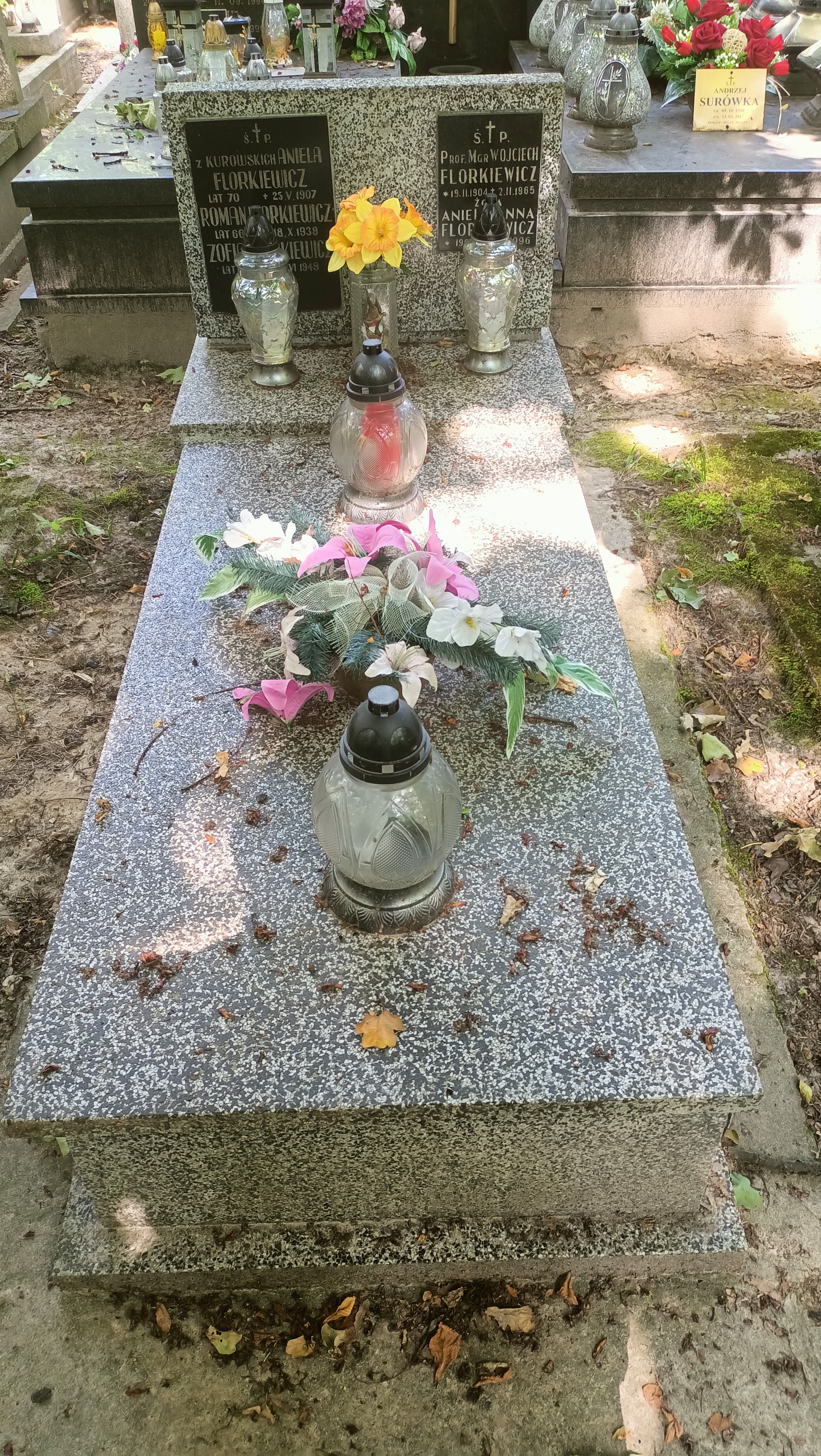
Grób Wojciecha Florkiewicza na cmentarzu Rakowickim w krakowie

Wojciech Florkiewicz (ur. w 1904, zm. 2 lutego 1965) – polski lekkoatleta, skoczek w dal, nauczyciel.
Urodził się w 1904. W 1924, jako zawodnik Cracovii, zdobył złoty medal mistrzostw Polski w skoku w dal uzyskując wynik 5,88.
Ukończył studia uzyskując tytuł magistra. Był wieloletnim nauczycielem wychowania fizycznego. Pracował w Państwowej Szkole Medycznej Techników Dentystycznych i Technikum Ekonomicznego nr 1 w Krakowie.
Zmarł 2 lutego 1965. Został pochowany na cmentarzu Rakowickim w Krakowie.